# Courtney Marsh
Courtney Marsh (* 1986 oder 1987 in Fort Lauderdale, Florida) ist eine US-amerikanische Filmregisseurin, Filmproduzentin und Drehbuchautorin.

## Karriere
Courtney Marsh wurde in Fort Lauderdale, Florida geboren, wuchs dort auf und ging auf die St. Mark’s Episcopal Church School. Ihre Eltern sind Kerry und Corinne Marsh. Ihr Bruder studiert an der Cornell University. Marsh machte 2004 ihren Abschluss an der St. Thomas University und nahm am Filmprogramm der UCLA teil. Nach ihrem Abschluss im Jahr 2008 widmete sie sich den Kurzfilmen. Ihre Karriere als Regisseurin begann mit dem Kurzfilm Amuse Bouche 2009. Für den Kurzfilm Manifestations of a Happy Couple verfasste sie das Drehbuch, war als Produzentin und Regisseurin verantwortlich. Im Jahr 2015 wurde ihr Film Chau, Beyond the Lines veröffentlicht, wofür sie eine Oscar-Nominierung bei der Oscarverleihung 2016 erhielt.

## Filmografie (Auswahl)
- 2009: Amuse Bouche (Kurzfilm)
- 2011: Blown Away (Kurzfilm)
- 2011: One Way Street (Kurzfilm)
- 2012: Manifestations of a Happy Couple (Kurzfilm)
- 2013: Mien (Kurzfilm)
- 2014: Zari (Kurzfilm)
- 2014: The Tulip Chair (Kurzfilm)
- 2015: Chau, Beyond the Lines (Dokumentarkurzfilm)